# Marit Allen
Marit Allen (Cheshire, 17 de setembro de 1941 — Sydney, 26 de novembro de 2007) foi uma jornalista de moda e figurinista inglesa. Como reconhecimento, foi nomeada ao Oscar 2008 na categoria de Melhor Figurino por La môme.